# 帕圖卡
帕圖卡（西班牙語：Patuca），是洪都拉斯的城鎮，位於該國西部，由奧科特佩克省負責管轄，始建於1992年5月29日，面積635.1平方公里，2001年人口30,991，人口密度每平方公里48.80人。
14°19′N 85°58′W / 14.317°N 85.967°W